# Helene Binder
Helene Binder (* 3. Juni 1855 in Eisenach; † 1915 in Chemnitz) war eine deutsche Lehrerin und Schriftstellerin.

## Leben
Helene Binder besuchte zuerst einen Kindergarten, dann in Köthen ein Lehrerinnenseminar, wo sie 1873 ihre Prüfung ablegte. Seitdem arbeitete sie als Erzieherin in Deutschland und England, als Lehrerin in Liegnitz und leitete seit 1894 eine höhere Privattöchterschule in Chemnitz. Sie schrieb zahlreiche Bücher für die Schule und die Schuljugend.

## Werke (Auswahl)

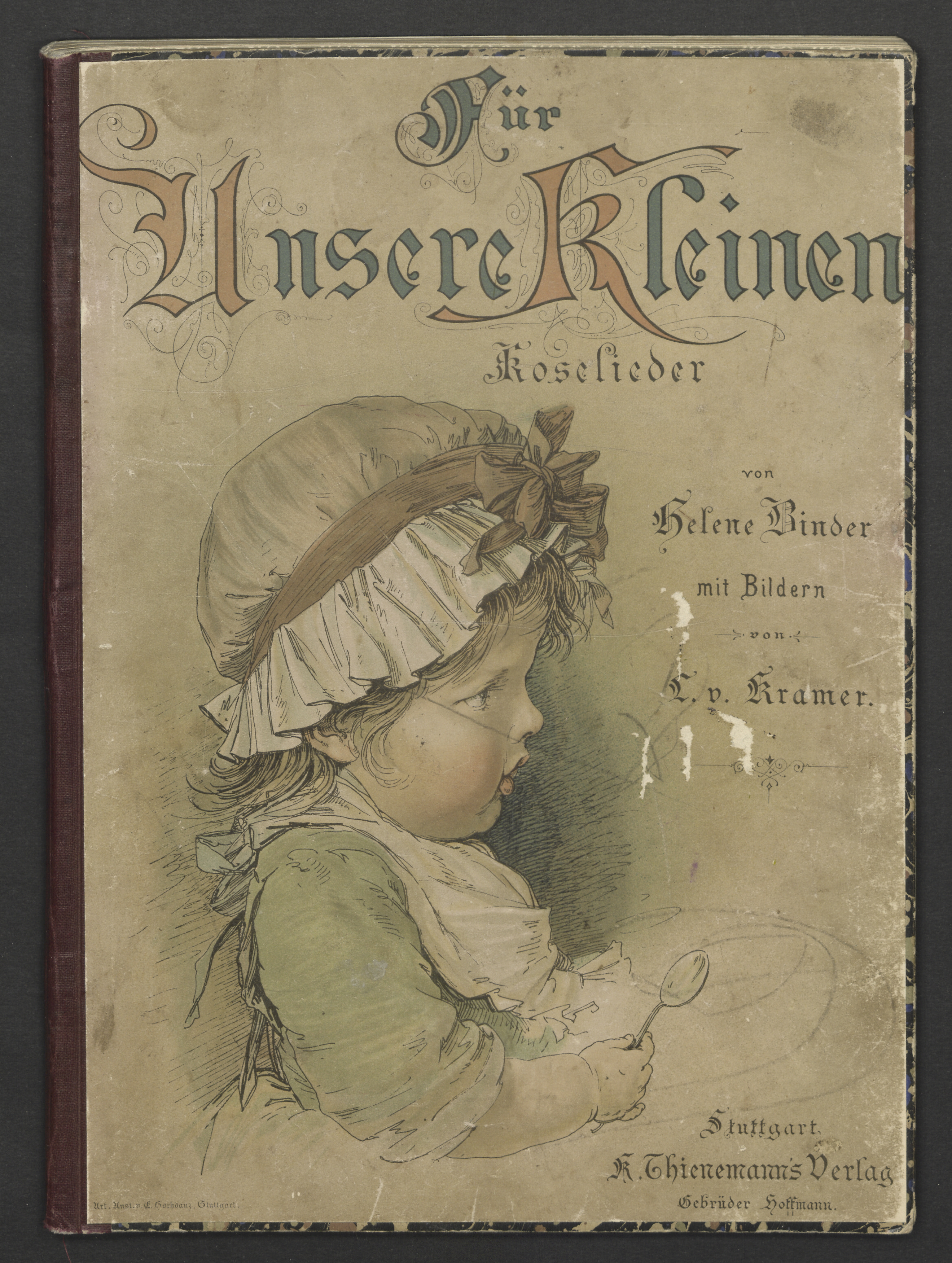
"Für unsere Kleinen (1884)"

- Kleine Blüten, kleine Blätter. Aus dem Englischen übersetzt und ergänzt von Helene Binder. Stroefer, München 1882. (Digitalisat)
- Schlauköpfchen. Alte und neue Sinnsprüche. Mit Illustrationen von Lizzir Lawson zum Coloriren, und Reimen, frei übersetzt aus dem Englischen und ergänzt von Helene Binder. Stroefer, München 1883.
- Die Blumen der Elfen. Festspiel für Schulmädchen mit Gesang und Reigen. Cronbach, Berlin 1884.
- Für unsere Kleinen. Koselieder. Illustrationen von Ludwig von Kramer. Thienemann, Stuttgart 1886.
- Zu Haus und draus! Mit Bildern von H. M. Bennett und Reimen von Helene Binder. Stroefer, München 1888.[1]
- Plauderstündchen. Eine Festgabe zur Unterhaltung für Knaben und Mädchen von 8–12 Jahren.: Hrsg. von Helene Binder. 8 Bände. Stroefer, Nürnberg 1888–1899. (Digitalisat)
- Allerlei Gesellschaft. Erzählungen und Verse. Stroefer, München 1889.
- Katzenmütterchen. Erzählungen und Reime. Stroefer, Nürnberg 1889.
- Rotkehlchen, Erzählungen und Reime. Stroefer, München 1889.
- Spielkameraden. Erzählungen und Reime. Stroefer, München 1889. (Digitalisat)
- Auf Grauschimmels Rücken. Mit Versen. Stroefer, München 1890.
- Blumen-Mägdleins Auftrag. Stroefer, München 1890.
- Der Elefantenritt. Mit Versen. Stroefer, München 1890.
- Lustiges Allerlei. Mit Erzählungen, Versen, Rätseln und Spielen. Stroefer, Nürnberg 1890.
- Was ich geträumt von Deinem Glück! Stroefer, München 1890.
- Am Strande. Stroefer, Nürnberg 1890.
- Das wunderbare Bilderbuch. Mit Versen. Stroefer, München 1891.
- Was der Kuckuck ruft. Bilderbuch mit Erzählungen und Versen. Stroefer, München 1892.
- Naseweischen und die drei Bären. Stroefer, München 1892.
- Fürs kleine Volk. Ein lustig Buch für Kinder mit Texten. Stroefer, München 1893.
- Guck! Guck! Ein Bilderschatz für unsere Kleinen. 4 Bände. Hrsg. von Helene Binder, mit Beiträgen von Cornelie Lechler und Anderen. Stroefer, Nürnberg 1893.
- Engelsstimmen. Dichtung. Stroefer, München 1893.[2]
- Freuet euch. Stroefer, München 1893.[3]
- Glückliche Kinderzeit. Ein Bilderbuch von H. M. Bennett mit Reimen von Helene Binder. Stroefer, Nürnberg 1894.
- Weihnachtsleid und Weihnachtsfreude. Weihnachts-Aufführung mit eingelegten Liedern. Bloch, Berlin 1894.[4]
- Friede auf Erden. Weihnachtsfeier für Jungfrauenvereine, Oberklassen von Mädchenschulen. Buchhandlung der Deutschen Lehrerzeitung, Berlin 1895.
- Zeitvertreib. Bilderbuch mit Geschichten, Märchen, Reimen und kleinen Aufführungen für Kinder. Stroefer, Nürnberg 1895.
- Ringel Ringel Reihe! Gänsemütterchens Reime zur Erheiterung für Gross und Kleine. Illustrationen von Kate Greenaway. Stroefer, München 1900.
- Nellis Abenteuer. Stroefer, München 1900.
- Der lustige Zug durch's Bilderbuch. Erzählungen und Verse. Stroefer, Nürnberg 1902.
- Das kleine lust'ge Indianerbuch mit Versen von H. Binder. Stroefer, München 1906.
- Familien im Fell und Federkleide. Stroefer, Nürnberg 1910.
- Wie mir – so dir! Ein Tierschutz-Märchen mit Gesang und Reigen für Knaben und Mädchen. Strauch, Leipzig 1911
- Für unseren Liebling. Stroefer, Nürnberg 1919.